# 托波格拉福弗島
68°30′S 78°11′E / 68.500°S 78.183°E
托波格拉福弗島，是南極洲的島嶼，位於伊利沙伯女皇地，處於帕蒂贊島之北的朗格內斯灣入口處北部，根據挪威探險隊拍攝的空中照片繪入地圖，現時由南極條約體系管理。